# Зубная щётка

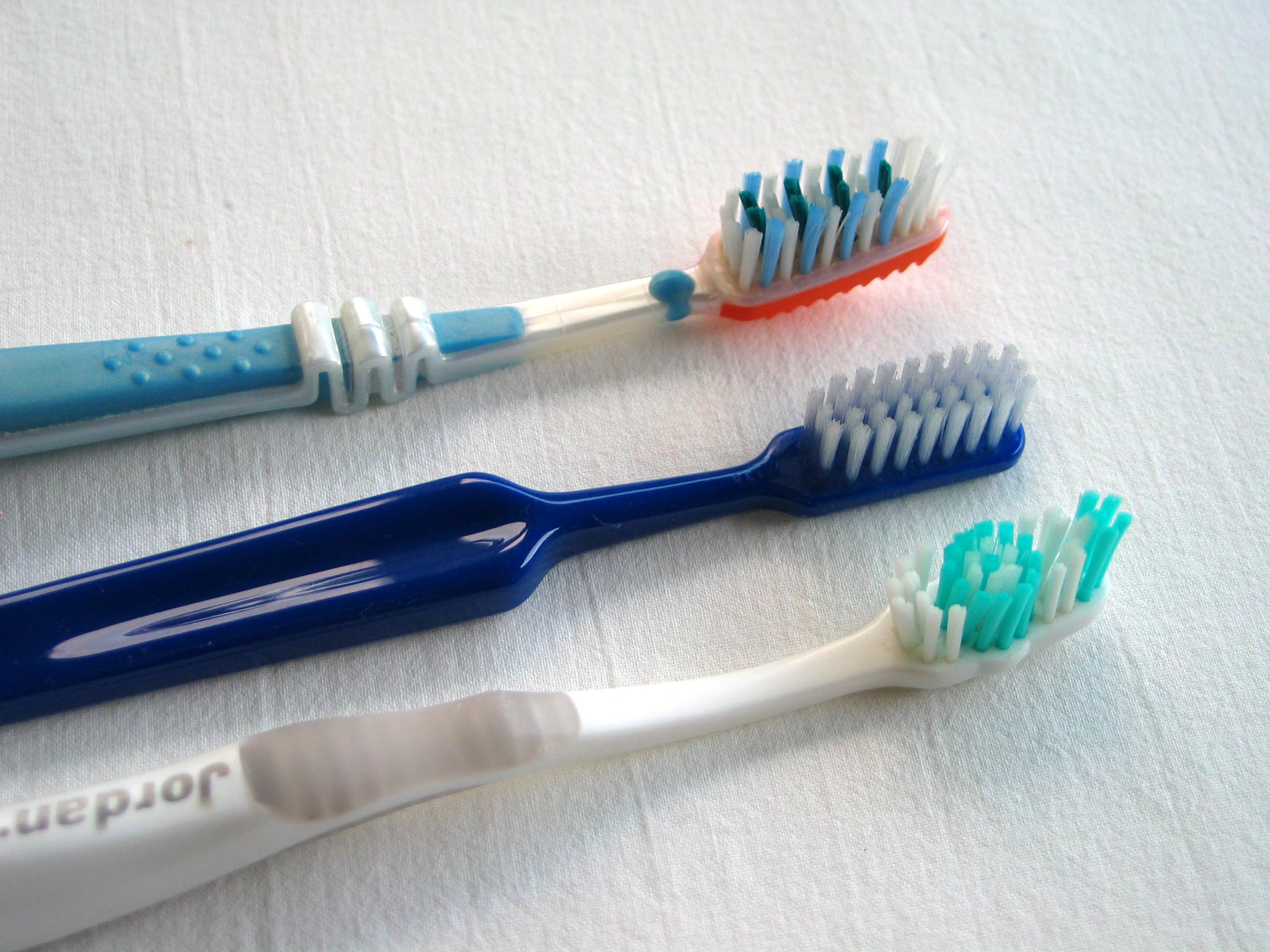
Зубные щётки

Зубна́я щётка — основной инструмент для удаления мягких отложений с поверхности зубов и дёсен. Как правило, применяется с использованием зубной пасты.
Зубные щётки — разнообразны по форме, имеют различные текстуры, размеры и формы щетины. Большинство стоматологов рекомендуют использовать мягкую зубную щётку, поскольку зубные щётки с жёсткой щетиной могут повредить зубную эмаль и вызвать раздражение дёсен.
Рабочая поверхность зубной щётки состоит из синтетического (или натурального) волокна различного размера и жёсткости, поверх которой можно наносить зубную пасту или порошок. Рабочая поверхность — закреплена на рукояти (обычно пластмассовой), которая облегчает очистку труднодоступных участков рта.
Поскольку многие обычные и эффективные ингредиенты в зубной пасте — вредны при проглатывании в больших дозах, и вместо этого их следует выплюнуть, чистку зубов чаще всего выполняют в раковине в ванной комнате, где впоследствии щётку можно смыть, чтобы удалить любой мусор, оставшийся и затем высушенный, чтобы уменьшить условия, идеальные для роста микробов, а в случае, если это деревянная (бамбуковая) зубная щётка — плесень.
Первоначально предназначенная для использования только в качестве инструмента для гигиены полости рта, зубная щётка также использовалась в качестве инструмента для точной очистки. Это происходит из-за множества маленьких прядей, которые позволяют ей чистить в небольших местах, в которые многие обычные чистящие средства не имеют возможности достать. В одних только Соединенных Штатах Америки ежегодно на свалки выбрасывается более 1 миллиарда зубных щёток.
Выпускаются электрические щётки.

## История

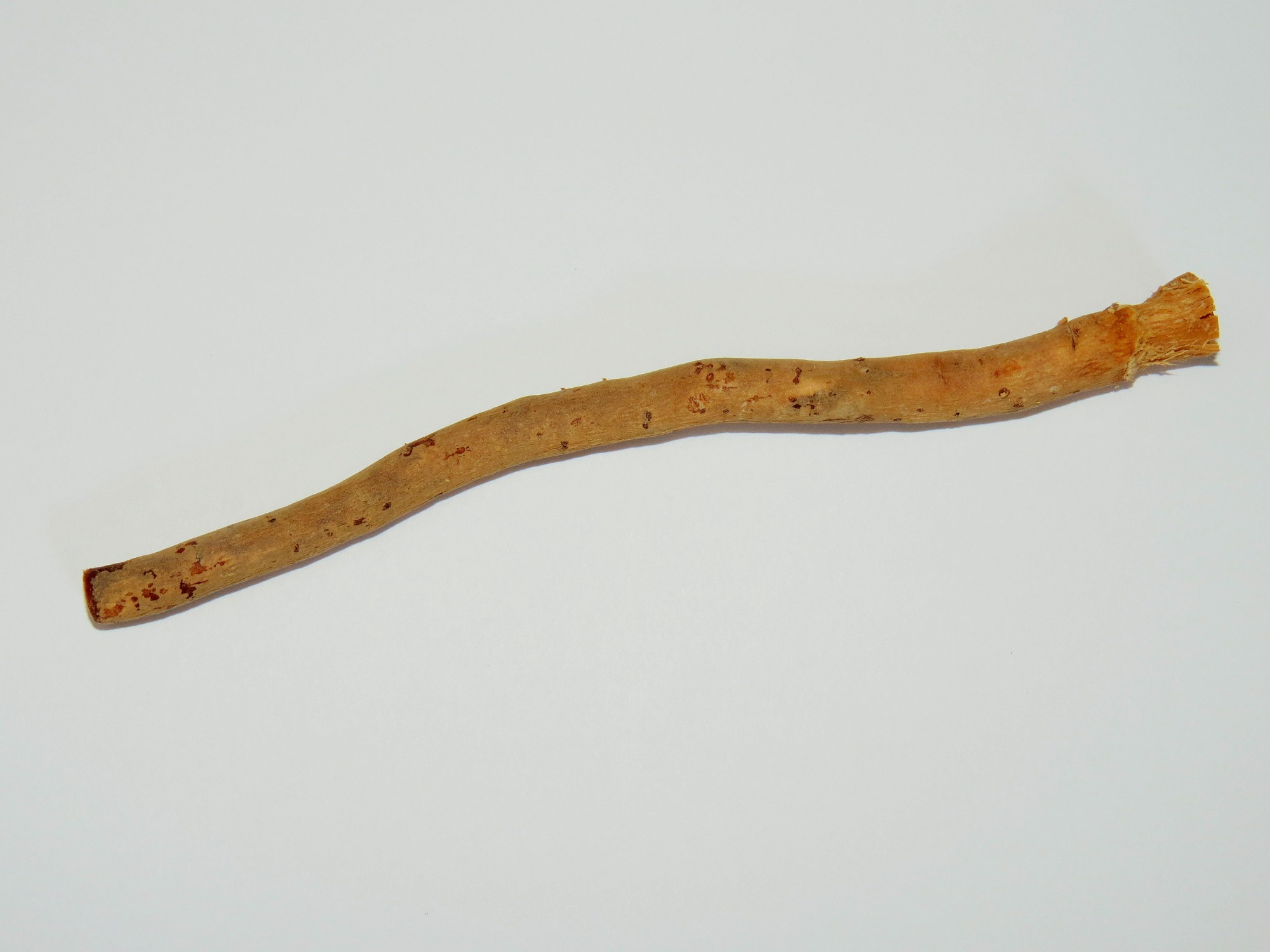
Мисвак

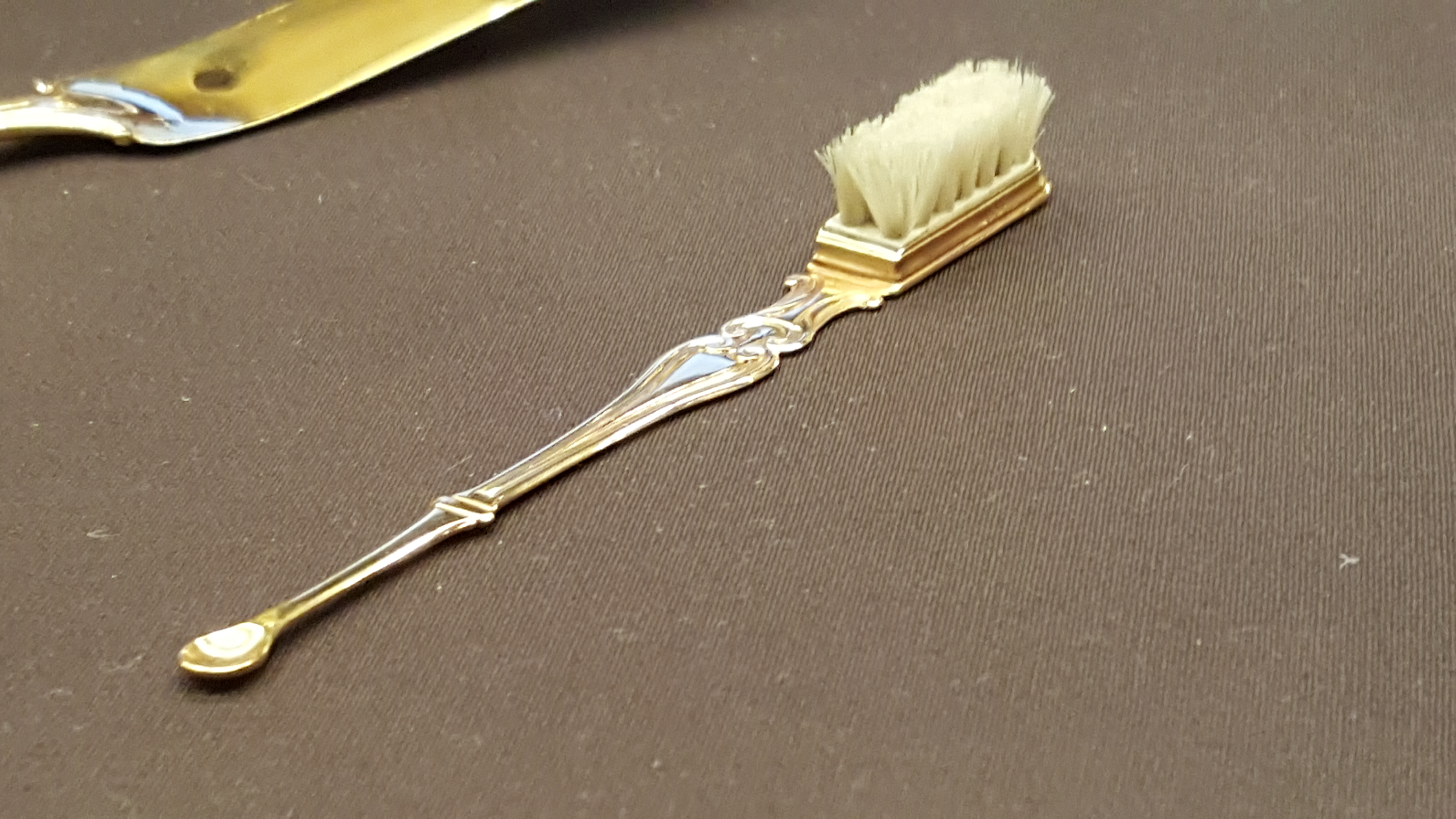
Зубная щётка с ухочисткой из туалетного набора Марии Терезии, около 1750 года

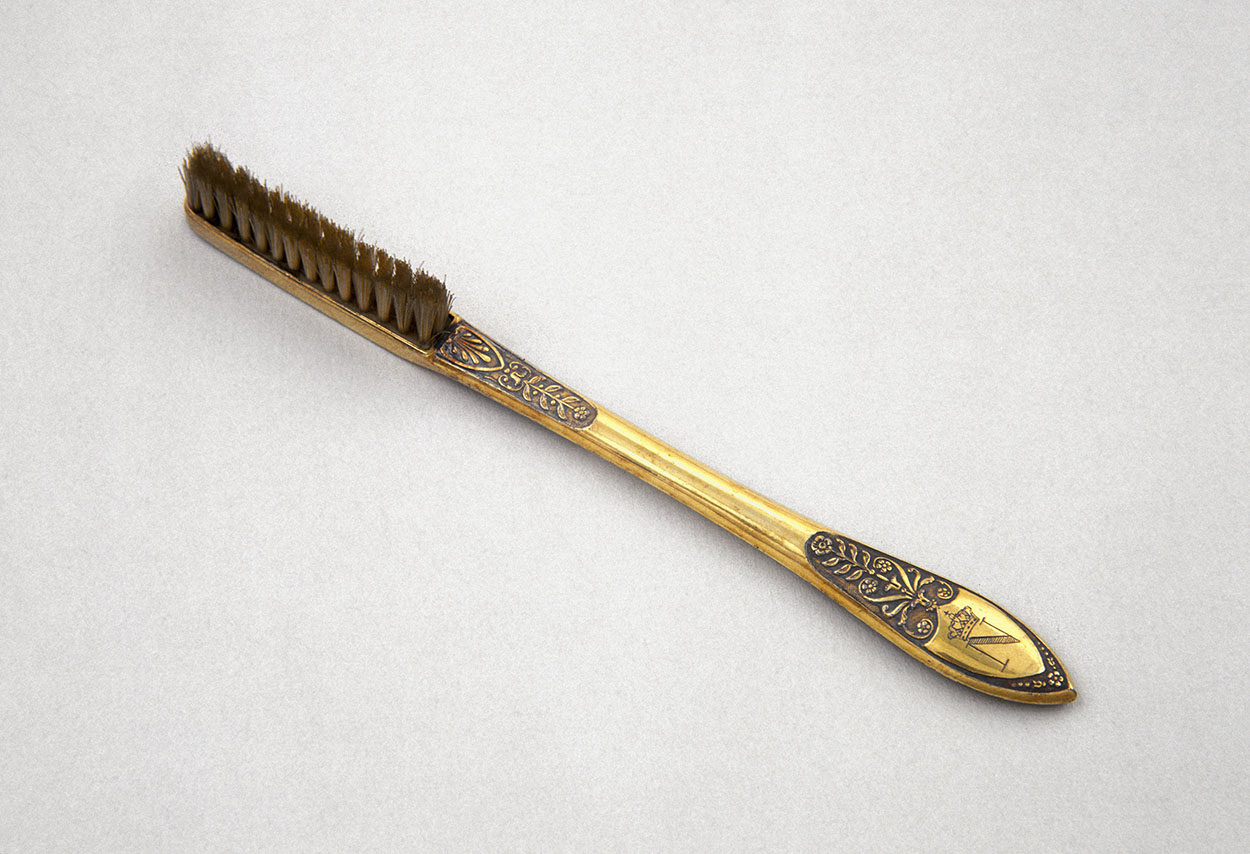
Этой зубной щёткой с конским волосом предположительно пользовался Наполеон (1769—1821)

Гигиена рта имеет большую историю, что подтверждено археологическими раскопками, в процессе которых были обнаружены различные приспособления для чистки зубов (ветки деревьев, перья птиц, кости животных, иглы дикобраза).
Древние египтяне изготавливали зубные щётки из палочек и веточек, иногда заменяя их кусочками ткани.
Есть свидетельства того, что зубную щётку классического вида сделали в Китае в 1498 году.
В Киевской Руси зубы чистили дубовыми кисточками. Аналогами таких кисточек может быть «мисвак» (из веточек дерева «ним» и «арак»). Согласно мусульманским верованиям, расклешённые края веточек дерева арак были применены исламским пророком Мухаммедом для чистки зубов в начале VII века н. э.
Производство зубных щёток было начато в 1780 году англичанином Уильямом Аддисом. Попав в 1770 году в тюрьму за подстрекательство к бунту, Аддис изготовил щётку для чистки зубов. Для этого он просверлил в кусочке кости отверстия и пропустил через них пучки щетины, закрепив их с помощью клея. Выйдя на свободу, Аддис занялся промышленным выпуском зубных щёток. Основанная им фирма Wisdom Toothbrushes существует до сих пор и до 1996 года принадлежала потомкам изобретателя.
Первый патент на зубную щётку был получен американцем Г. Н. Уодсвортом (H. N. Wadsworth) в 1850 году. В 1885 году серийное производство зубных щёток началось на фабрике в городе Флоренция (штат Массачусетс, США). У этих щёток рукоять была сделана из кости, а сама щётка была из щетины сибирского кабана. Это был не самый лучший материал, щётка плохо сохла, кроме того, внутри натуральной щетины имеется полость и в ней могут размножаться бактерии.
24 февраля 1938 года компания Oral-B  выпустила щётку, в которой животная щетина была заменена на синтетические волокна из нейлона.
Первая электрическая зубная щëтка была изобретена в Швейцарии в 1954 году доктором Филипп-Ги Воогом. Их начали производить в Швейцарии, а затем во Франции под брендом Broxodent для фирмы Broxo S.A. В США электрическая щетка Broxo была представлена в 1959 году фирмой E. R. Squibb and Sons Pharmaceuticals.
В январе 2003 года американцы назвали зубную щётку «изобретением номер один» в списке изобретений, без которых они не смогли бы прожить, оставив позади автомобиль, персональный компьютер, мобильный телефон и микроволновую печь.

## Классификация

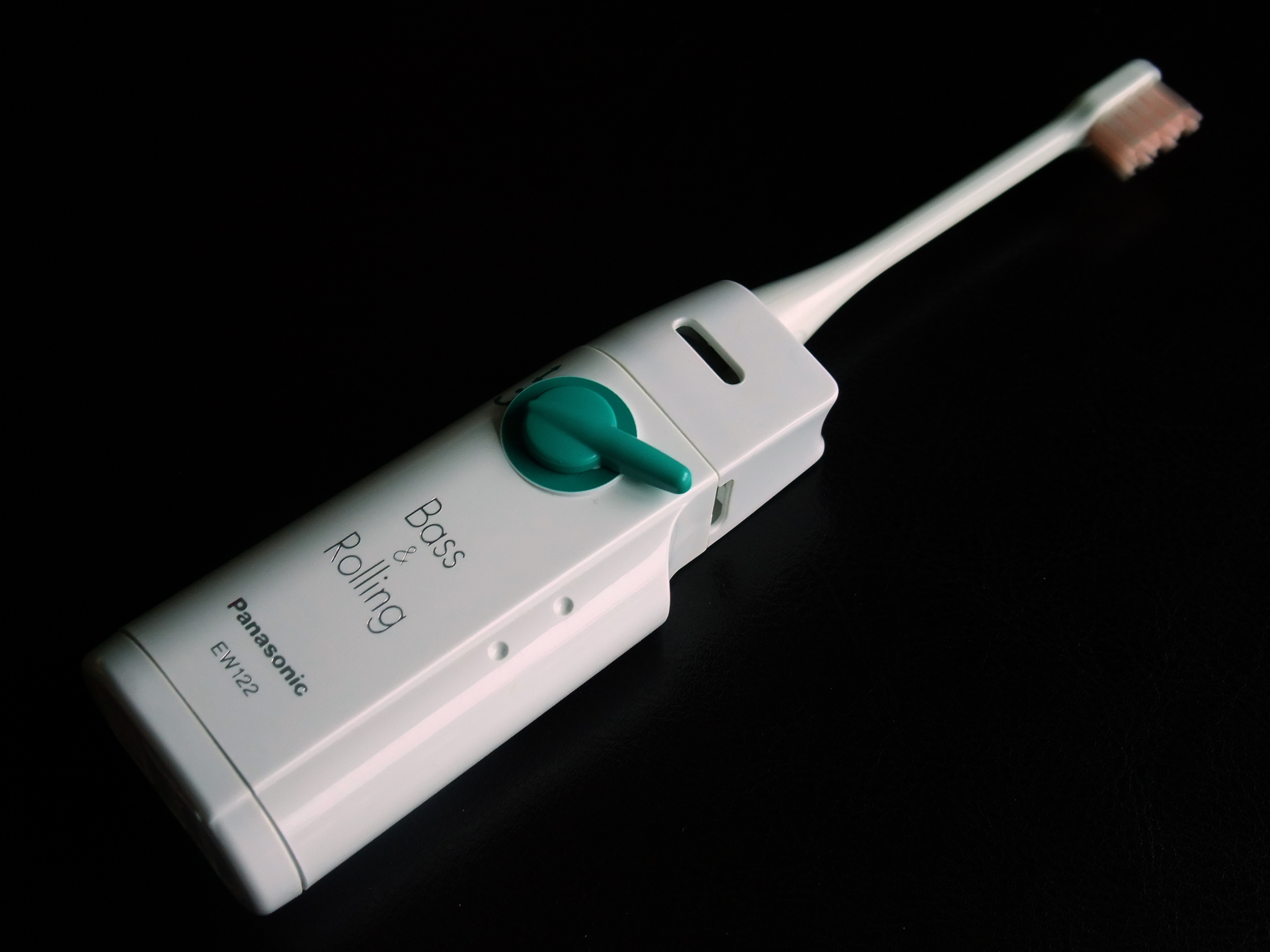
Электрическая зубная щётка

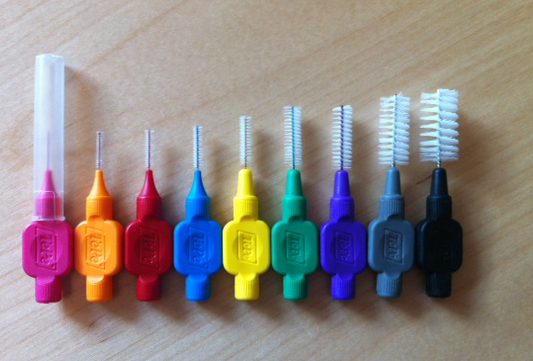
Щётки для чистки межзубного пространства

Щётки разделяются по трём степеням жёсткости: мягкая, средняя, жёсткая. Жёсткие щётки — предназначены для очистки съёмных зубных протезов. Зубные щётки средней жёсткости — оптимальны для использования большинством людей. Детские зубные щётки изготавливаются только мягкими.
Оптимальные параметры щётки
1. Синтетическое волокно в кустах щётки должно быть без заусенцев и иметь закруглённые концы (для предотвращения травмирования, раздражения и кровотечения дёсен).
2. Рукоять щётки должна надёжно держаться в руке (для избежания травм дёсен и зубов).

### Электрическая щётка
Первая электрическая щётка была разработана в 1939 году в Швейцарии, но начали продавать электрическую щётку только в 1960-х годах под маркой Broxodent. В 1961 году компания General Electric вывела на рынок беспроводную электрическую щётку с подзарядкой и головкой, движущейся вверх-вниз.
В 1987 году появилась первая вращающаяся щётка для домашнего использования Interplak. В настоящее время выпускается множество вариантов этой модели.
Существуют модели, использующие для очистки вибрацию и ультразвук.

## Применение

### Чистка зубов
Рекомендуется чистить зубы 2 раза в день после еды. Основной гигиенической процедурой является вечерняя чистка зубов перед сном, так как неубранный налёт и пища, образовавшиеся в течение дня, способствует бурному размножению бактерий и, следовательно, развитию кариеса и воспалению дёсен. Во время посещения пациентом зубоврачебного кабинета стоматолог или медсестра могут показать ему наиболее правильный способ чистки зубов.

### Хранение и срок службы
После применения щётку следует промыть в тёплой проточной воде. Хранить в вертикальном положении рабочей частью вверх. Не рекомендуется постоянно хранить щетку в закрытых контейнерах.
Щётку рекомендуют обязательно менять на новую по мере износа, но не реже чем раз в 3 месяца. Износ щётки определяется визуально и индивидуально. Основной показатель износа — разошедшиеся (растрёпанные) волокна рабочей части (снижение эффективности очистки).
Не рекомендуется использовать одну щётку нескольким людям из-за повышения рисков переноса инфекций. Также следует раздельно хранить щётки, использующиеся различными людьми.